# Роменський Юрій Михайлович
Ю́рій Миха́йлович Ро́менський (нар. 1 серпня 1952, м. Мінгечаур, Азербайджанська РСР) — колишній радянський футболіст, воротар. Нині відомий український тренер. Майстер спорту (1977). Заслужений тренер України (2005)

## Біографія

### Кар'єра гравця
Народився в Мінгечаурі, куди його батька-військового було переведено після війни для участі у будівництві ГЕС. У юності грав за дворову команду «Зірочка», разом з якою вийшов до фіналу турніру «Шкіряний м'яч», де у фіналі, що проходив у Горькому, його команда поступилася лише юним футболістам з Грузії. Пізніше Юрій став першим учасником турніру, що зіграв у вищій лізі, за що й отримав спеціальний приз. Першим тренером футболіста був Баба Ханларович Мустафаєв. Саме він поставив Юрія у ворота, хоча Роменському більше подобалося грати в атаці (пізніше він навіть епізодично з'являвся у полі, виступаючи за «Нефтчі» та «Чорноморець», і навіть двічі відзначився під час турне одеситів Таїландом). Після «Зірочки» грав певний час за мінгечаурський «Текстильник».

У 1971 році Алекпер Мамедов, тодішній тренер бакинського «Нефтчі», запросив молодого воротаря до своєї команди. Проте основним кіпером на той час був Сергій Крамаренко, а Роменський задовольнявся роллю лише третього воротаря. Однак у сезоні 1972 року «Нефтчі» вилетів до першої ліги і новим тренером команди став Валентин Хлистов. В тому сезоні і двох наступних Юрій з'являвся на полі нерегулярно, однак уже в 1975 витіснив зі складу Крамаренка. Наступного року бакинський клуб зайняв друге місце у першій лізі та виборов путівку у вищу.

У 1977 році Роменський отримав важку травму меніска, його було прооперовано в Москві і Юрій оголосив керівництву «Нефтчі», що завершує кар'єру та переїжджає жити до Одеси, звідки була родом його дружина. Відновившись після травми, Роменський приєднався до одеського «Чорноморця», проте виникли певні труднощі у зв'язку з призовом воротаря до армії. Певний час він змушений був переховуватися у бабусі, допоки секретар Одеського обкому КПРС Костянтин Іванович Масик  допоміг вирішити цю проблему. Завдяки цьому голкіпер провів сезон 1978 року в «Чорноморці». Однак згодом проблеми з армією почалися знову й перед Роменським постав вибір — перехід до ЦСКА чи служба у Збройних Силах звичайним солдатом. Виручив Юрія тренер київського «Динамо» Валерій Лобановський, який узгодив перехід одеського воротаря до свого клубу.

Перші два сезони в «Динамо» Роменський провів як основний голкіпер, відзначившись впевненою та надійною грою і пропустивши всього 40 м'ячів у 63 матчах. А у 1980 році він встановив непересічне досягнення, протримавши свої ворота «на замку» протягом 1098 хвилин поспіль! Однак уже по ходу сезону 1981 Роменський підхопив запалення легень, а за його відсутності добре зарекомендував себе молодий Михайло Михайлов. Після хвороби Юрій довго не міг набрати форму і врешті-решт залишив клуб, зігравши в тому сезоні всього 9 матчів.

Прийнявши пропозицію «Чорноморця», воротар вдруге опинився в одеському клубі, щоправда, в першому сезоні провів лише три матчі, зате у двох наступних був основним голкіпером клубу. Причиною завершення кар'єри стала травма коліна, яку він намагався лікувати в Києві у відомого спеціаліста Віталія Левенця. Однак, коли після операції у Роменського почався запалювальний процес — відслоєння хряща, Левінець наполегливо порекомендував футболісту завершили активні виступи, на що той погодився.

### Виступи у збірній СРСР
У складі збірної СРСР Юрій Роменський провів п'ять матчів (три матчі у 1978 році, інші у 1979) і пропустив 2 м'ячі, причому перші три гри припали на турне збірної СРСР Японією, тож суперником в усіх цих матчах була саме головна команда цієї країни. Цікаво, що у двох іграх з японцями та у матчі з данцями Роменський виходив на заміну.
| 01. | 19.11.1978 | Японія    | «Комазава Олімпік», Токіо         | Японія    | 1-4 | Товариський матч    |  |  |  |
| 02. | 23.11.1978 | Японія    | «Комазава Олімпік», Токіо         | Японія    | 1-4 | Товариський матч    |  |  |  |
| 03. | 26.11.1978 | Японія    | «Комазава Олімпік», Токіо         | Японія    | 0-3 | Товариський матч    |  |  |  |
| 04. | 27.06.1979 | Данія     | «Ідретспаркен», Копенгаген        | Данія     | 1-2 | Товариський матч    |  |  |  |
| 05. | 04.07.1979 | Фінляндія | «Олімпійський стадіон», Гельсінкі | Фінляндія | 1-1 | Відбірковий ЧЄ-1980 |  |  |  |

### Тренерська кар'єра
Після завершення кар'єри футболіста вісім років працював начальником відділу футболу Української республіканської ради спортивного товариства «Трудові резерви», потім займався бізнесом, був директором спільного українсько-американського підприємства, що займалося побутовою хімією та торгівлею меблями, станом на 2005 рік володів меблевим салоном у Києві. Працював тренером-консультантом у клубі «Верес». Певний час перебував у розташуванні швейцарської команди «Віль», однак через проблеми з наданням трудової візи залишитися не зміг. З 2003 по 2007 рік відповідав за підготовку воротарів національної збірної України, котру очолював Олег Блохін. З вересня 2009 по березень 2011 тренував голкіперів одеського «Чорноморця». Після повернення Блохіна до збірної знову взявся за роботу у тренерському штабі головної команди країни.

## Досягнення
Командні трофеї
- Дворазовий чемпіон СРСР (1980,1981)
- Бронзовий призер чемпіонату СРСР (1979)
- Срібний призер першої ліги чемпіонату СРСР (1976)
- Бронзовий призер Спартакіади народів СРСР (1979)

Особисті досягнення
- До списку 33-х найкращих гравців СРСР потрапляв двічі: № 2 (1978,1980)
- У 1977 році присвоєне почесне звання майстра спорту
- Удостоєний звання «Заслужений тренер України» (2005)